# Gibbermühle
Die Gibbermühle war eine Wassermühle am früheren Flussbett der Niers bei Neersen (heute: Stadt Willich) mit einem unterschlächtigen Wasserrad.

## Geographie
Die Gibbermühle hatte ihren Standort an der Niers im Bereich des Weilers „am Bökel/Hagwinkel“, der heute zum Willicher Stadtteil Neersen gerechnet wird. Die Stadt Willich gehört zum niederrheinischen Kreis Viersen im Westen des deutschen Bundeslandes Nordrhein-Westfalen. Das Gelände, auf dem das Mühlengebäude einmal stand, liegt etwa 36 m hoch über NN.
Die Niers in ihrem alten Flussbett versorgte über Jahrhunderte die Gibbermühle mit Wasser. Die Pflege und Unterhaltung des Gewässers obliegt dem Wasser- und Bodenverband der Mittleren Niers, der in Grefrath seinen Sitz hat.

## Geschichte
Die erste urkundliche Erwähnung der Gibbermühle ist aus dem Jahre 1386 bekannt. Die Mühle gehörte dem Vogt von Neersen. Ab 1502 waren die Herren von Virmond die Eigentümer. Die Mühle führte auch die Namen Gibbelmühle oder Giebertmühle. Die Mühle war in ihrem Umfeld von großer Bedeutung. Im 17./18. Jahrhundert waren ständig drei Karren unterwegs, um mit kurfürstlicher Erlaubnis in Willich, Anrath und Vorst das Mahlgut abzuholen. 1805 kaufte Johann Theodor Beckers die säkularisierte Gibbermühle. Die Mühle wurde bis 1928 als Kornmühle betrieben. Dann brannte sie vollständig nieder und wurde nicht wieder aufgebaut.

## Galerie

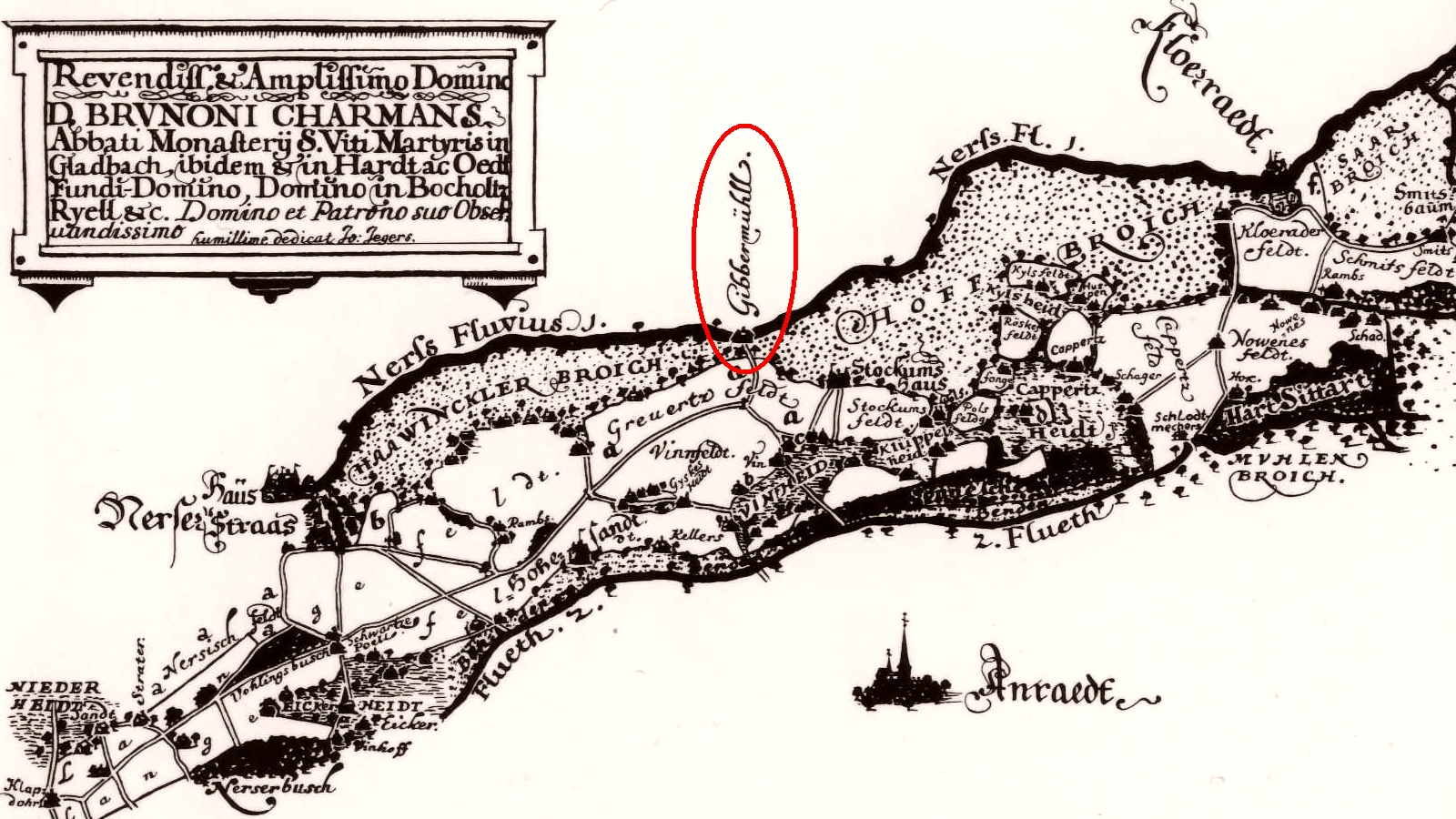
Die Gibbermühle auf einer alten Karte des Amtes Oedt von ca. 1660.
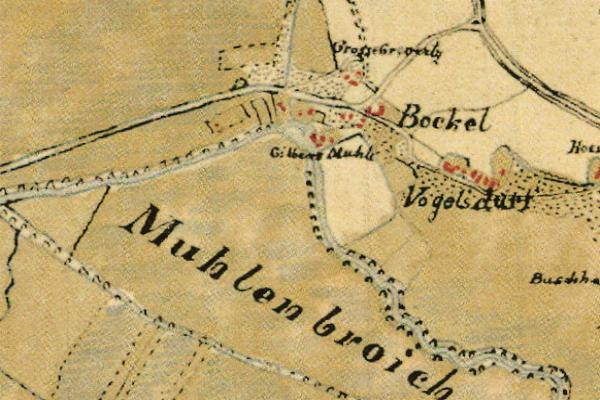
Die Gibbermühle auf einer alten französischen Karte von ca. 1805.
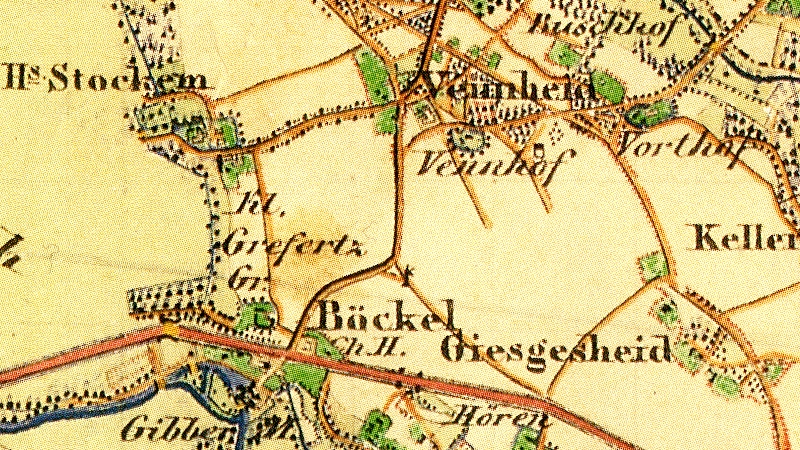
Die Gibbermühle auf einer alten preußischen Karte von ca. 1844. (Links unten im Kartenbild)
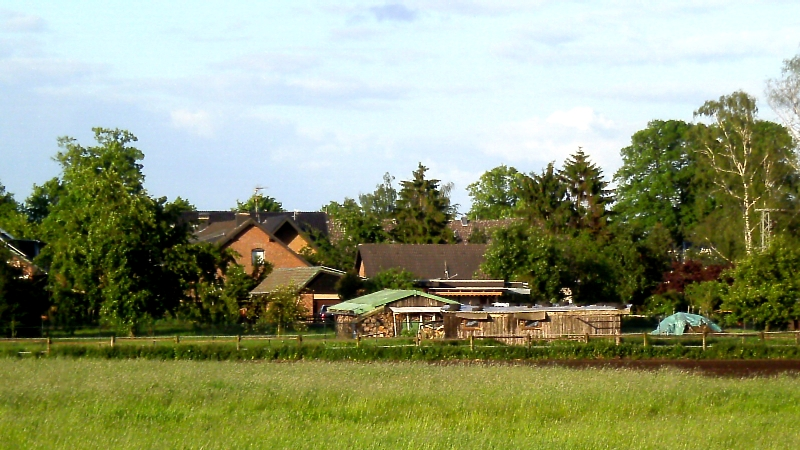
Der frühere Standort der Gibbermühle anno 2012: Holzschuppen im Privatgarten.